# Go (igra)
Go je drevna dalekoistočna strateška igra na ploči. Prema legendi, Go je nastao u Kini prije 4000 godina, ali među povjesničarima ne postoji dogovor oko starosti. U svakom slučaju, činjenica je da je to najstarija igra na ploči koja se igra s uglavnom nepromijenjenim pravilima. Zanimljivo je da je Pula bila jedan od prvih europskih gradova u kojemu se je igralo Go, i to tijekom 19. stoljeća u mornaričkom klubu. Naime, moreplovci su igru donijeli iz Japana i aktivno igrali nekoliko godina.
Go se igra na drvenoj ploči ("goban") na kojoj se nalazi mreža 19 vodoravnih i 19 okomitih crta. Figure se zovu "kamenovi", a sve sve se jednake i ponašaju se prema istim pravilima. Za razliku od dame i šaha gdje su figure na početku postavljene i tijekom partije se pomiču po ploči – partija Go-a počinje s praznom pločom. Svaki potez se sastoji u tome da se figura stavi na određeno mjesto i nakon toga ona ostaje na tom mjestu do kraja partije ili biva zarobljena ("pojedena") tijekom partije od suigrača. Prosječna partija traje oko 250 poteza. Vremenski može trajati od 15 minuta pa do više mjeseci.
Go je danas najpopularniji u Kini pod imenom "weiqi", Južnoj Koreji ("baduk") i Japanu ("igo"). Na dalekom istoku postoji i razvijena liga profesionalnih Go igrača koji se kategoriziraju prema jačini od 1 dan (najslabiji) do 9 dan. Amaterski igrači imaju svoju izdvojenu kategorizaciju: igrač koji je tek upoznao pravila igre je 25 kyu (u nekim kategorizacijama počinje se s 30 kyu), nakon njega je 24 kyu i dalje (silaznim brojevima) do 1 kyu (najjači kyu). Nakon 1 kyu po snazi dolazi 1 dan (najniža amaterska majstorska kategorija), 2 dan, itd. do 9 dan.
Budući da u prosječnoj poziciji u jednoj partiji igrač ima vrlo velik broj mogućih poteza – igrači nemaju dovoljno vremena razmišljati o svakome od njih i zato se često igra intuitivno. Zbog toga je Go izuzetno težak problem programerima koji pokušavaju isprogramirati program koji dobro igra Go. Ipak, najjači računalni programi danas po snazi igranja mogu pobijediti najbolje svjetske igrače, kao što je AlphaGo.

## U Hrvatskoj
Prvi međunarodni turnir u Go-u u Hrvatskoj odigran je u Zaostrogu u srpnju 2019.